# Ludmila Tcherina
Ludmila Tcherina, właśc. Monika Tchemerzine (ur. 10 października 1924, zm. 21 marca 2004 w Paryżu) – francuska tancerka i aktorka.

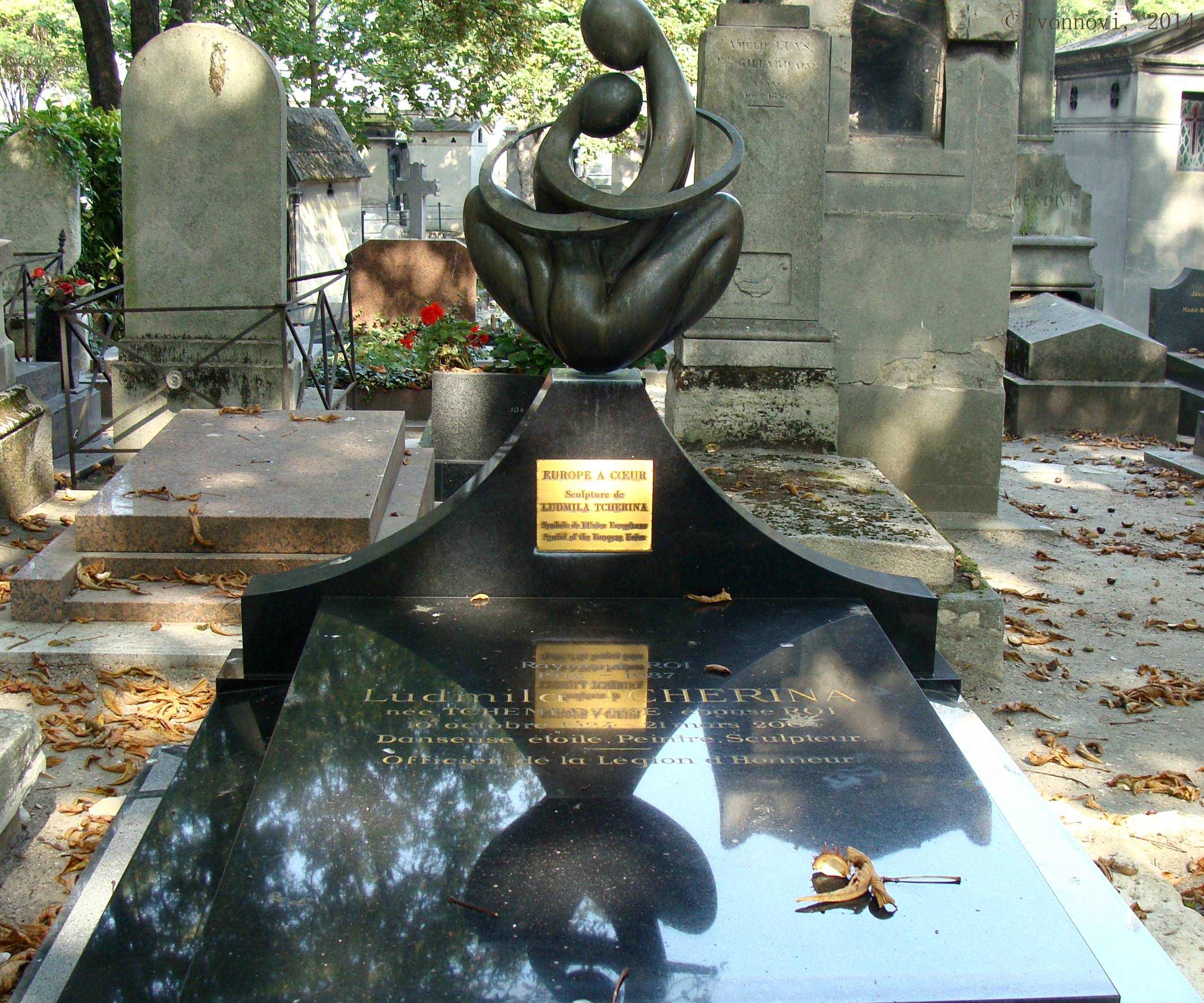
Grób Tcheriny na Cmentarzu Montmartre.

Występowała m.in. w Paryżu, Moskwie i Wenecji. Była najmłodszą w historii primaballeriną Grand Ballet de Monte Carlo (1950).
Wybrane role filmowe:
- The Red Shoes
- The Tales of Hoffmann